# 권문세족
권문세족(權門勢族) 또는 권문세가(權門勢家)는 고려 후기의 지배 계층으로 1270년 음력 5월부터 1388년 음력 6월 3일까지 주도권을 잡았던 친원 세력을 뜻한다.
13 ~ 14세기 고려 원 간섭기 시기의 지배층을 말한다. 고려인 지배층으로 고려 무신정권이 사라지고 나서 고려 왕의 세력인 측근 세력이나 이전부터 권세를 누려왔던 고려인 문무 관리들을 가리킨다. 고려 전기부터 있던 문벌귀족 일부와 고려 무신정권 때 성장한 고려인 무인 가문들 그리고 고려 왕의 측근들의 세력을 지칭한다.
고려의 지배층은 모두가 고려인으로서 원 간섭기에는 원나라의 간섭이 있었지만 매우 제한적이었고 고려의 관리들은 원칙적으로 모두 고려인이 임명되었으며 몽고인의 권문세족은 존재하지 않았다. 또한 중국에는 몽골인만이 관리하는 행성들이 설치된 것과 다르게 고려에는 북방 지역의 다루가치도 고려대 등용되었다. 이는 심양왕과 같이 고려와 원나라의 결혼 동맹에 의한 특별 관계에서 나타난 것이다.
고려 후기의 지배세력으로서 권문세족의 성립 시기는 원나라와 30년간의 전쟁을 끝내고 대원(對元) 관계가 안정되는 원종대(재위 1259년 ~ 1274년)로 보는 것이 일반적이며, 구체적으로는 1308년에 충선왕이 복위하여 발표한 교서에서 ‘재상지종(宰相之宗)’이라 하여 왕실과 혼인할 수 있는 가문을 나열한 데서 그 존재가 확인된다. 왕실과 혼인할 수 있는 가문이란 당시 고려의 최고 가문을 뜻하므로 그것은 곧 당시 지배세력의 구성을 보여주는 것이라고 할 수 있기 때문이다. ‘재상지종’으로 언급된 가문은
- 경주 김씨(慶州 金氏)에서 (분적)
- 전주 김씨(全州 金氏)
- 언양 김씨(彦陽 金氏)
- 정안 임씨(定安 任氏) 외
- 장흥 임씨(長興 任氏)
- 경원 이씨(慶源 李氏)
- 안산 김씨(安山 金氏)
- 철원 최씨(鐵原 崔氏)
- 해주 최씨(海州 崔氏)
- 공암 허씨(孔巖 許氏)
- 평강 채씨(平康 蔡氏)
- 청주 이씨(淸州 李氏)
- 당성 홍씨(唐城 洪氏)
- 황려 민씨(黃驪 閔氏)
- 횡천 조씨(橫川 趙氏)
- 파평 윤씨(坡平 尹氏)
- 평양 조씨(平壤 趙氏) 등 고려 가문 15개이다.

또한 소수의 권문세족의 하위층에는 고려인 환관들도 있는데 원나라에 파견된 고려인 환관이 원나라의 신뢰를 받고 다시 고려로 파견되어 고려왕실의 세력에 간섭하며 나라를 어지럽히기도 하였다.
고려의 무신인 최영으로 대표되는 권문세족은 우왕 때부터 세력이 약화되기 시작하였으며, 위화도 회군 이후 반원 성격인 신진사대부에게 주도권을 빼앗겼고, 1389년 음력 11월 15일 창왕이 폐위되자 소멸하였다.

## 같이 보기
- 신진사대부